# Bólon
|  | Per a altres significats, vegeu «Bolon». |

Bólon (en rus: Болонь) és un poble del krai de Khabàrovsk, a Rússia, que el 2012 tenia 913 habitants.